# 다케시마촌
다케시마촌(竹島村)은 이바라키현 마카베군에 일찍이 존재했던 촌이다. 현재의 지쿠세이시 중부에 해당한다.

## 역사
- 1889년 4월 1일 - 정촌제 시행에 의해 7촌이 합병해 마카베군 다케시마촌이 성립하였다.
- 1954년 2월 1일 - 고카이촌과 함께 시모다테정에 편입해, 동일 다케시마촌은 소멸하였다.

## 인구
| 1891년 | 2,610 |
| 1920년 | 2,709 |
| 1935년 | 2,757 |
| 1950년 | 3,588 |

## 교통

### 도로
- 2급국도
  - 국도 제122호선

## 참고문헌
- 角川日本地名大辞典編纂委員会『角川日本地名大辞典 8 茨城県』、角川書店、1983年 ISBN 4040010809
- 日本加除出版株式会社編集部『全国市町村名変遷総覧』、日本加除出版、2006年、ISBN 4817813180